# Богданов, Иван Сергеевич
Иван Сергеевич Богданов (род. 4 сентября 1974, Петрозаводск) — российский биатлонист, наиболее известный по выступлениям в летнем биатлоне, чемпион мира и Европы, заслуженный мастер спорта России (2008). В зимнем биатлоне в начале карьеры выступал за Кыргызстан на Кубке мира, за Россию участвовал в Кубке IBU.

## Биография
Занимался лыжными гонками с 1984 года, позднее перешёл в биатлон. Первый тренер — С. И. Богданов. Выступал за РОСТО, представлял Республику Карелию и Санкт-Петербург.
В 18-летнем возрасте в сезоне 1992/93 выступал в Кубке мира на этапе в Контиолахти в составе сборной Кыргызстана, занял 99-е место в индивидуальной гонке и 100-е — в спринте, в обоих случаях это были последние места. В дальнейшем Кыргызстан не смог содержать команду по биатлону, и спортсмен вернулся в Россию.
Представляя Россию, добился наибольших успехов в летнем биатлоне (кросс). В 2001 году стал призёром летнего чемпионата мира в эстафете, в 2005 году завоёвывал медали на чемпионатах мира и Европы. В 2007 году стал чемпионом мира в смешанной эстафете в составе сборной России вместе с Евгенией Михайловой, Анной Сорокиной и Алексеем Катренко. Также в 2007 году выиграл медали всех достоинств на чемпионате Европы в Тысовце, в том числе стал чемпионом в спринте. Становился чемпионом и призёром чемпионатов России по летнему биатлону.
В сезоне 2007/08 выступал в составе сборной России на этапах Кубка IBU в Турине и Вальромее, принял участие в четырёх гонках, лучшим результатом стало 42-е место в спринте.
Выступал на международных соревнованиях до 2011 года. Впоследствии перешёл на тренерскую работу. В апреле 2023 г. возглавил Федерацию лыжных гонок Карелии.
Окончил Карельскую государственную педагогическую академию (2007).